# Zelotes shabae
Zelotes shabae är en spindelart som beskrevs av FitzPatrick 2007. Zelotes shabae ingår i släktet Zelotes och familjen plattbuksspindlar.
Artens utbredningsområde är Kongo. Inga underarter finns listade i Catalogue of Life.